# La camera verde
La camera verde (La chambre verte) è un film del 1978 diretto da François Truffaut.

## Trama
Francia, 1928. Julien Davenne è un reduce di guerra che lavora come redattore al giornale Le Globe. È specializzato in annunci funebri e il pensiero della morte, osservata da vicino durante la guerra, lo accompagna in ogni momento. Al piano superiore della sua casa - dove vive con l'anziana governante, signora Rambaud, e Georges, un ragazzo sordomuto - Davenne ha riservato una camera al culto della moglie Julie, morta undici anni prima nel pieno della sua bellezza.
Durante un temporale, nella camera verde si sviluppa un incendio. Davenne riesce a salvare le foto e i ritratti della moglie ma capisce che ciò che ha fatto non basta più. Quando scopre una cappella abbandonata e in rovina, nello stesso cimitero in cui Julie è sepolta, Julien decide di restaurarla per consacrarla non solo alla moglie ma a tutti i suoi morti. Quel luogo sacro si trasformerà in una selva di candele accese, una foresta di fiamme che illuminerà le foto appese alle pareti di tutte le persone che hanno contato nella sua vita.
A custodire la cappella insieme a lui, Davenne chiama una giovane donna, Cécilia, segretaria della casa d'aste da cui ha riacquistato un anello già appartenuto a Julie. L'amicizia tra i due, forte di questa complicità, sembra potersi evolvere in un sentimento diverso, quando accade l'imprevisto: muore Paul Massigny, l'uomo politico francese che tempo prima aveva tradito Davenne dopo essere stato il suo miglior amico. Quando va per la prima volta a casa di Cécilia, che sta dando lezione di pianoforte, Davenne scopre che il salotto è pieno di foto di Massigny e, senza chiedere spiegazioni, se ne va.
Alla cappella, Cécilia gli rivela di essere stata una delle tante donne di Massigny e, nonostante il male che le ha fatto, di amarlo ancora. Perciò chiede che anche Massigny possa essere rappresentato da una delle candele sull'altare dei morti. Al secco rifiuto di Davenne, Cécilia rompe i rapporti e l'uomo crolla: chiuso in casa, rifiuta di mangiare, di vedere il medico, di parlare. Cécilia gli scrive una lettera nella quale finalmente gli dichiara il suo amore, pur sapendo che lui non potrà mai ricambiarlo: Julien la raggiunge nella cappella: ha perdonato Massigny, ma privo di forze cade per terra e muore. Cécilia completa l'opera, come lui tempo prima le aveva chiesto, accendendo un'ultima candela per Julien Davenne.

## Riprese e distribuzione
Le riprese durarono dall'11 ottobre al 25 novembre 1977 e il film fu proiettato per la prima volta il 5 aprile 1978.

## Citazioni e riferimenti
Con il pretesto di assecondare la trama, che vuole che il protagonista dedichi una foto e un cero alle persone da lui amate, Truffaut colloca nella cappella del finale una serie di foto ricche di significato simbolico o destinate a veicolare evidenti messaggi.
Tra i soggetti delle fotografie si riconoscono, intanto, alcuni ascendenti artistici e intellettuali o amici del regista, tra i quali Oscar Wilde, Henry James, Cocteau, Honoré de Balzac, Raymond Queneau e la moglie, Henri-Pierre Roché.
Particolarmente degne di nota: una delle ultime foto di un anziano Marcel Proust (che dedicò la sua vita ai meccanismi dell'oblio e del ricordo, quando il tema del film è la ribellione all'oblio), Maurice Jaubert, l'autore della composizione che si ascolta durante la stessa scena (e ucciso durante la Seconda Guerra Mondiale - non la prima come gli amici del protagonista), Oskar Werner, coprotagonista di Jules e Jim, che Julien-Truffaut dice essere un nemico tedesco da lui ucciso (non sfuggirà allo spettatore più attento che Truffaut litigò effettivamente con Werner durante le riprese di Fahrenheit 451, interrompendo i rapporti, ma che egli come regista in Jules e Jim fece morire il personaggio di Henri Serre, Jim e non quello di Werner, Jules). Degno di nota altresì il fatto che in una delle scene dei I quattrocento colpi è il personaggio di Antoine Doinel, alter ego del regista interpretato da Jean Pierre Leaud ad accendere, bambino, un cero sotto alla foto di Balzac.
La camera verde è il secondo film di Truffaut, dopo Il ragazzo selvaggio in cui il regista è anche attore protagonista: in entrambi il suo personaggio si occupa, pur senza esserne il padre, della cura di un ragazzino in difficoltà, e ciò rappresenta un collegamento con un tema assai caro al regista: la cura dell'infanzia, presente ne I quattrocento colpi, Gli anni in tasca e altri film del regista francese. La scena in cui il personaggio del ragazzino viene condotto in carcere è una evidente citazione di un'esperienza vissuta da un altro maestro di Truffaut, Alfred Hitchcock, episodio raccolto da Truffaut medesimo in occasione di una intervista al regista inglese.
La scena in cui Julien si fa realizzare la statua di ceramica della moglie, fallendo l'obiettivo di feticizzazione, rimanda invece alla famosa scena omologa di Estasi di un delitto di Luis Buñuel.